# Lyndsey Marshal
Lyndsey Marshal (nacida el 16 de junio de 1978) es una actriz inglesa conocida por su actuación en Las horas, y como el personaje recurrente Cleopatra en Roma de HBO, y como Lady Sarah Hill en el drama de época de la BBC Garrow's Law.

## Vida
Marshal nació en Mánchester, Inglaterra. Asistió a la escuela secundaria Old Trafford y a la escuela secundaria Lostock. Después de estudiar los clásicos en la universidad para seguir una carrera en arqueología, postuló al Real Escuela Galesa de Música y Teatro.
Su primer papel importante fue en la obra Fireface en el Royal Court Theatre, que interpretó justo antes de graduarse. En 2001 ganó el premio Critics' Circle Theatre a la mejor actriz revelación por sus actuaciones en Redundant en el Royal Court Theatre y Boston Marriage en el Donmar Warehouse. En 2003, ganó el premio TMA Theatre a la mejor actriz de reparto por Sueño de una noche de verano. Desde entonces, ha desempeñado papeles protagónicos en 14 producciones teatrales, más recientemente junto a James McAvoy en la producción del West End de 2009 Three Days of Rain. En 2011 apareció en Greenland en el Teatro Nacional.
Marshal ha aparecido en las películas Las horas junto a Nicole Kidman y Más allá de la vida, dirigida por Clint Eastwood.
Marshal interpretó a Cleopatra en Roma de HBO. Desde 2009 ha interpretado a Lady Sarah Hill en las tres series del drama de BBC One Garrow's Law y, con Julie Walters, en la película para televisión de la BBC A Short Stay in Switzerland. También protagonizó la nueva serie de ITV de Marple de Agatha Christie.
En enero de 2013, Marshal interpretó a Eileen Blair, esposa de Eric Blair, en el drama de BBC Radio 4 The Real George Orwell – Homage to Catalonia. También interpretó a la reina Gertrudis en la serie radiofónica “Elsinore”.

## Filmografía

### Cine y televisión
| Año  | Película                       | Papel              | Notes                                                       |
| ---- | ------------------------------ | ------------------ | ----------------------------------------------------------- |
| 2000 | Peak Practice                  | Natalie Pearce     | Serie de televisión (episodio: "Masquerade")                |
| 2002 | The Gathering Storm            | Peggy              | Película de televisión                                      |
| 2002 | Midsomer Murders               | Emma Tysoe         | Serie de televisión (episodio: "Ring Out Your Dead")        |
| 2002 | Las horas                      | Lottie Hope        |                                                             |
| 2003 | Sons & Lovers                  | Miriam Leivers     | Película de televisión                                      |
| 2003 | The Young Visiters             | Ethel Monticue     | Película de televisión                                      |
| 2004 | The Calcium Kid                | Mags Livingston    |                                                             |
| 2005 | Stories of Lost Souls          | Simon's Girlfriend | (Segmento: "Standing Room Only")                            |
| 2005 | Frozen                         | Tracey             |                                                             |
| 2005 | Born and Bred                  | Mary Pilling       | Serie de televisión (episodio: "Never Seek to Tell")        |
| 2005 | Festival                       | Faith Myers        |                                                             |
| 2005 | Snuff-Movie                    | X                  |                                                             |
| 2005 | Agatha Christie's Poirot       | Anne Meredith      | Serie de televisión (episodio: "Cards on the Table")        |
| 2005 | Roma                           | Cleopatra          | Serie de televisión (5 episodios: 2005–2007)                |
| 2007 | Green                          | Izzie              | Película de televisión                                      |
| 2007 | The Shadow in the North        | Isabel Meredith    | Película de televisión                                      |
| 2008 | Kiss of Death                  | George Austen      | Película de televisión                                      |
| 2008 | 1234                           | Emily              |                                                             |
| 2008 | Marple: Murder is Easy         | Amy Gibbs          | Película de televisión de la serie Agatha Christie's Marple |
| 2009 | A Short Stay in Switzerland    | Jessica            | Película de televisión                                      |
| 2009 | 10 Minute Tales                | Gemma              | Serie de televisión (episodio: "Ding Dong")                 |
| 2009 | Garrow's Law                   | Lady Sarah Hill    | Serie de televisión (8 episodios 2009–2011)                 |
| 2010 | Being Human                    | Lucy               | Serie de televisión (8 episodios)                           |
| 2010 | Más allá de la vida            | Jackie             |                                                             |
| 2010 | No Pressure                    | Schoolteacher      |                                                             |
| 2012 | Titanic                        | Mabel Watson       | Serie de televisión (4 episodios)                           |
| 2012 | The Cricklewood Greats         | Florrie Fontaine   | Película de televisión                                      |
| 2012 | The Forgotten                  | Sarah              |                                                             |
| 2012 | Blackout                       | Lucy               | Serie de televisión                                         |
| 2012 | In the Dark Half               | Kathy              |                                                             |
| 2014 | Inside No. 9                   | Laura              | Episodio "The Understudy"                                   |
| 2014 | That Day We Sang               | Sal                |                                                             |
| 2016 | Silent Witness                 | Sasha Blackburn    | Serie de televisión (episodio: "Life Licence", 2 parts)     |
| 2016 | Trespass Against Us            | Kelly Cutler       |                                                             |
| 2017 | The League of Gentlemen        | Ellie              | Serie de televisión (3 episodios)                           |
| 2019 | Hanna                          | Rachel             | Serie de televisión                                         |
| 2019 | Agatha and the Curse of Ishtar | Agatha Christie    | Película de televisión                                      |
| 2022 | Desde dentro                   | Mary Watling       | Serie de televisión (4 episodios)                           |

### Teatro
| Año     | Título                          | Papel                  | Teatro                              | Director          |
| ------- | ------------------------------- | ---------------------- | ----------------------------------- | ----------------- |
| 2000    | Fireface                        | Olga                   | Royal Court Theatre                 | Dominic Cooke     |
| 2001–02 | Boston Marriage                 | Catherine              | Donmar Warehouse / West End         | Phyllida Lloyd    |
|         | Top Girls                       | Shona / Kit / Waitress | New Vic Theatre                     | Roxanna Silbert   |
| 2001–02 | Redundant                       | Lucy                   | Royal Court Theatre                 | Dominic Cooke     |
| 2003    | El sueño de una noche de verano | Hermia                 | Bristol Old Vic                     | David Farr        |
|         | Bright                          | Polly                  | Soho Theatre                        | Paul Jepson       |
| 2004    | Las brujas de Salem             | Mary Warren            | Sheffield Crucible                  | Anna Mackmin      |
| 2004–05 | La bella durmiente              | Beauty                 | Young Vic / New Victory Theater NYC | Rufus Norris      |
| 2005    | Bodas de sangre                 | Wife                   | Almeida Theatre Co                  | Rufus Norris      |
| 2005–06 | The Hypochondriac               | Toinette               | Almeida Theatre                     | Lindsay Posner    |
| 2007    | A Matter of Life and Death      | June                   | Olivier Theatre                     | Emma Rice         |
| 2007    | Absurdia                        | Lucienne/ Uncle Ted    | Donmar Warehouse                    | Douglas Hodge     |
| 2008    | The Pride                       | Sylvia                 | Royal Court Theatre                 | Jamie Lloyd       |
| 2009    | Three Days of Rain              | Nan/Lida               | Apollo Theatre                      | Lindsay Posner    |
| 2013    | Otelo                           | Emilia                 | Olivier Theatre                     | Nicholas Hytner   |
| 2015    | Orestíada                       | Clitemnestra           | HOME, Mánchester                    | Blanche McIntyre  |
| 2018    | The Wild Duck                   | Gina                   | Almeida Theatre                     | Robert Icke       |
| 2021    | Force Majeure                   | Ebba                   | Donmar Warehouse                    | Michael Longhurst |